# Scopula luzonica
Scopula luzonica är en fjärilsart som beskrevs av Louis Beethoven Prout 1931. Scopula luzonica ingår i släktet Scopula och familjen mätare. Inga underarter finns listade.